# Gibloux
Gibloux är en kommun i distriktet Sarine i kantonen Fribourg, Schweiz. Kommunen skapades den 1 januari 2016 genom sammanslagningen av de tidigare kommunerna Corpataux-Magnedens, Farvagny, Le Glèbe, Rossens och Vuisternens-en-Ogoz. Gibloux hade 8 134 invånare (2023).
I kommunen finns byarna Corpataux, Estavayer-le-Gibloux, Farvagny-le-Grand, Farvagny-le-Petit, Grenilles, Magnedens, Posat, Rossens, Rueyres-Saint-Laurent, Villarlod, Villarsel-le-Gibloux och Vuisternens-en-Ogoz.